# Nicholas Audley, 4. Baron Audley of Heleigh
Nicholas Audley, 4. Baron Audley of Heleigh (nach anderer Zählung auch 3. Baron Audley) (* um 1328; † 22. Juli 1391) war ein englischer Adliger.
Nicholas Audley entstammte der Adelsfamilie Audley. Er war ein Sohn von James Audley, 3. Baron Audley of Heleigh und von dessen ersten Ehefrau Joan Mortimer. Er wurde vor 1352 zum Ritter geschlagen, in diesem Jahr plünderte er zusammen mit seinem Bruder Roger in einer Revolte gegen ihren Vater dessen Sitz Heighley Castle in Staffordshire. Er blieb bis Ende der 1370er Jahre tief mit seinem Vater zerstritten. Im Hundertjährigen Krieg nahm er 1359 und 1373 an Feldzügen in Frankreich teil. Von 1381 bis 1382 diente er als Justiciar in Südwales. Erst kurz vor seinem Tod scheint sich James Audley mit Nicholas verständigt zu haben, da dieser sein einziger überlebender Sohn war. Nach dem Tod seines Vaters 1386 erbte er dessen Besitzungen und den Titel Baron Audley of Heleigh.
Nicholas war bereits als Kind um 1331 mit Elizabeth Beaumont, der ältesten Tochter von Henry de Beaumont, 1. Baron Beaumont und von dessen Frau Alicia Comyn verheiratet worden. Die Ehe blieb jedoch kinderlos. Er wurde in Hulton Abbey beigesetzt. Seine Erben wurden seine Schwestern, der Titel Baron Audley of Heleigh fiel in Abeyance und schließlich 1405 an seinen Neffen John Tuchet.